# Кинсхофер, Криста
Криста Кинсхофер-Рембек (нем. Christa Kinshofer-Rembeck, род. 24 января 1961 года, Мюнхен, в девичестве Кинсхофер, в первом браке Кинсхофер-Гютляйн) — немецкая горнолыжница, трёхкратный призёр Олимпийских игр, победительница этапов Кубка мира. Универсал, успешно выступала во всех дисциплинах горнолыжного спорта, но наибольших успехов добилась в гигантском слаломе. Спортсменка года ФРГ в 1979 году.
Криста Кинсхофер родилась в Мюнхене, дочь Альфреда и Марии Кинсхофер. Выросла в верхнебаварском городе Мисбах, где родители успешно возглавляли машиностроительную компанию (www.Kinshofer.com). Будучи ребёнком, помимо горных лыж,  она также занималась и фигурным катанием. В 1966 году вступила в CK Мисбах. В  8 лет стала "детской чемпионкой " по фигурному катанию в Мюнхене. Ещё в молодом возрасте  сосредоточилась на горных лыжах. C 1971 года она приняла участие в основных гонках, посещала лыжную гимназию в Берхтесгадене и стала  многократной чемпионкой Германии среди юниоров.
В Кубке мира Кинсхофер дебютировала 3 марта 1977 года, в декабре 1978 года одержала свою первую победу на этапе Кубка мира, в гигантском слаломе. Всего имеет на своём счету 7 побед на этапах Кубка мира, 5 - в гигантском слаломе и по одномув комбинации и слаломе. Лучшим достижением в общем зачёте Кубка мира являются для Кинсхофер 8-е место в сезоне 1978/79, в том же сезоне она завоевала малый Хрустальный глобус в зачёте гигантского слалома.
На Олимпийских играх 1980 года в Лейк-Плэсиде завоевала серебряную медаль в слаломе, более секунды уступив чемпионке, представительнице Лихтенштейна Ханни Венцель; кроме того, стала пятой в гигантском слаломе.
Будучи на втором месте в общем зачете Кубка мира, получила серьёзную травму (оскольчатый перелом правой лодыжки), из-за чего пришлось прервать спортивную карьеру на 11 месяцев.
В период между двумя своими Олимпиадами имела конфликт с Федерацией лыжного спорта Германии DSV, и некоторое время выступала за Нидерланды.
На Олимпийских играх 1988 года в Калгари завоевала серебро в гигантском слаломе и бронзу в слаломе; кроме того, заняла 10-е место в супергиганте, а также стартовала в комбинации, но сошла в первой слаломной попытке.
За свою карьеру участвовала в одном чемпионате мира, на чемпионате мира 1982 года заняла 9-е место в гигантском слаломе. 
3 марта 1988 года шестикратная чемпионка Германии была названа почётной гражданкой города Мисбах.
После завершения своей спортивной карьеры в 1988 году Кинсхофер работала телевизионным комментатором (Sportchannel в Лондоне, Eurosport в Париже) и открыла детский спортивный магазин Kinsi Sport & Sportswear в Мюнхене. Ещё во время своей спортивной карьеры она вместе со своей сестрой основала фирму Kinsi-Moden. В 2001 году она написала книгу по фитнесу Fit for Success. До сегодняшнего дня известная спортсменка работает по всему миру в качестве мотивационного тренера и оратора по спортивному маркетингу и спонсорству. Кинсхофер организует турниры по гольфу и горным лыжам. Помимо этого, она является послом фонда Laureus Sport for Good, работающего на благо детей и подростков. В 2005 году Криста Кинсхофер открыла крупнейший и красивейший горнолыжный комплекс мира в Дубае (Ski Dubai). В 2010 году была опубликована её автобиография Helden werden nicht gewürfelt. 
В 2009 году Криста Кинсхофер вышла замуж за ортопеда и спортивного врача Эриха Рембека. Для обоих этот брак является вторым. В их семью входят также дочери-двойняшки Кинсхофер от первого брака (1992 г. р.) и трое детей мужа. С ноября 2012 г. она возглавляет клинику Christa Kinshofer Skiklinik в медицинском центре ATOS Klinik.

## Победы на этапах Кубка мира (7)
| № | Сезон   | Дата            | Место        | Дисциплина            |
| - | ------- | --------------- | ------------ | --------------------- |
| 1 | 1978/79 | 18 декабря 1978 | Валь-д’Изер  | Гигантский слалом     |
| 2 | 1978/79 | 7 января 1979   | Ле-Же        | Гигантский слалом (2) |
| 3 | 1978/79 | 6 февраля 1979  | Берхтесгаден | Гигантский слалом (3) |
| 4 | 1978/79 | 8 марта 1979    | Аспен        | Гигантский слалом (4) |
| 5 | 1978/79 | 11 марта 1979   | Хивенли      | Гигантский слалом (5) |
| 6 | 1980/81 | 21 января 1981  | Кран-Монтана | Комбинация            |
| 7 | 1987/88 | 19 декабря 1987 | Пьянкавальо  | Слалом                |